# Liste der Monuments historiques in Annezay
Die Liste der Monuments historiques in Annezay führt die Monuments historiques in der französischen Gemeinde Annezay auf.

## Liste der Objekte
Zum Verständnis siehe: Kirchenausstattung
| Bezeichnung             | Beschreibung               | Standort                       | Kennzeichnung | Schutzstatus | Datum | Bild |
| ----------------------- | -------------------------- | ------------------------------ | ------------- | ------------ | ----- | ---- |
| Grabplatte für P. David | Stein, 1702                | in der Kirche St-Pierre (Lage) | PM17001331    | Inscrit      | 1983  |      |
| Kasel                   | Stoff, 18./19. Jahrhundert | in der Kirche St-Pierre (Lage) | PM17000653    | Classé       | 1991  |      |